# Iedereen Beroemd (musical)
Iedereen Beroemd is een Vlaamse musical van Judas TheaterProducties, gebaseerd op de gelijknamige film van Dominique Deruddere. Alle voorstellingen vonden plaats in Theater Elckerlyc in Antwerpen.

## Verhaal
Jean Vereecken hoopt op beroemdheid en probeert zijn dromen te realiseren via de zangcarrière van zijn dochter Marva Vereecken. Wedstrijd na wedstrijd doen ze mee in de hoop een doorbraak te forceren. Marva is niet van de mooiste en is ook niet bijzonder toonvast, maar dat overziet Jean. Wanneer hij plots ontslagen wordt, geraakt hij geobsedeerd door het idee om manager van zijn dochter te worden om zo zijn dromen te realiseren.
Als bij toeval ontmoet hij het bekende popsterretje Debbie tijdens één van haar fietstochten en in een impuls ontvoert hij haar. Samen met zijn vriend Willy Van Outreve gebruikt hij het gegijzelde meisje om toegang te krijgen tot de media om zijn zelfgeschreven nummer “Lucky Manuelo”, gezongen door zijn dochter Marva, in de hitparades te krijgen.

## Cast
| Acteur           | Personage         |
| ---------------- | ----------------- |
| Joke Emmers      | Marva Vereecken   |
| Sven De Ridder   | Jean Vereecken    |
| Nele Goossens    | Chantal Vereecken |
| Peter Thyssen    | Vic               |
| Ianthe Tavernier | Zangeres Debbie   |
| Bert Verbeke     | Willy Van Outreve |
| Steven Colombeen | MC                |
| Lauren De Ruyck  | Ensemble en Lies  |
| Rosanne Pits     | Ensemble          |
| Lynn Vercauteren | Ensemble en Gaby  |
| Charlotte Suijs  | Ensemble          |

## Creatives
- Dominique Deruddere: origineel concept
- Frank Van Laecke: Regie en script
- Jelle Cleymans: Muziek en Liedteksten
- Wietse Meys: Arrangementen
- Kristof Aerts: Muzikale leiding en vocale arrangementen
- Tim Van Der Straeten: Choreografie en resident director
- Carla Janssen Höfelt: Decorontwerp
- Arno Bremers: Kostuumontwerp
- Luc Peumans: Lichtontwerp
- Philippe Peirsman: Geluidsontwerp

## Muziek
1. Iedereen Beroemd
2. Vuur
3. Ik zou zo graag
4. Lucky Manuelo - prereprise
5. Oempalapapero Marva
6. Vic
7. Als gij de zon zijt
8. Als gij de zon zijt - reprise
9. Vic - reprise
10. Ik zou zo graag - reprise
11. Lucky Manuelo
12. Bows
13. Iedereen Beroemd Medley

Alle muziek is geschreven door Jelle Cleymans met uitzondering van het lied Lucky Manuelo. Dit lied is geschreven door Raymond Van Het Groenewoud. Deze song is geschreven voor de gelijknamige film en hergebruikt voor de musical.
De liedjes verschenen op een castalbum met daarbij instrumentale versies van de liederen Vuur en Lucky Manuelo als bonus.
'14-'18 · '40-'45 (België) · '40-'45 (Nederland) · De 3 Biggetjes · 3 Musketiers · Aida · Alice in Wonderland · A xXxmas Carola · Anatevka · Assepoester · Belle en het Beest · Billie Holiday · Bloedbroeders · The Bodyguard · Cabaret · Camelot · Cats · Chicago · Ciske de Rat · Cyrano de Bergerac · De Schone van Boskoop · Daens · Dirty Dancing · Doe Maar! · Domino · Doornroosje · Dracula · Drood · Elisabeth · Evita · Fame · De Finale · Flashdance · Foxtrot · Goodbye, Norma Jeane · Grease · Hair · High School Musical · De Jantjes · Jekyll & Hyde · Jersey Boys · Jesus Christ Superstar · Kadanza · De kleine zeemeermin · Koning van Katoren · Kruimeltje · Kuifje: De Zonnetempel · Kunt u mij de weg naar Hamelen vertellen, mijnheer? · The Last Five Years · Lelies · The Lion King · The Little Mermaid · Love Story · Lover of Loser · Mamma Mia! · De man van La Mancha · Mary Poppins · Les Misérables · Miss Saigon · Muerto! · De Muze van Rubens · My Fair Lady · On Your Feet! · Op hoop van Zegen · Oorlogswinter · The Passion · Pauline & Paulette · The Phantom of the Opera · Pinokkio · Red Star Line · Rembrandt · Robin Hood · Romeo en Julia, van Haat tot Liefde · De Rozenoorlog · Shhh...it happens! · Shrek · Soldaat van Oranje · Spring Awakening · De sprookjesmusical Klaas Vaak · Sneeuwwitje · The Sound of Music · Tarzan · Titanic · Turks fruit · Urinetown · De Vliegende Hollander · Wat Zien Ik?! · Wicked · The Wild Party · The Wiz · Wickie de viking de musical
    Portaal Musical